# Amtsgericht Königsberg in der Neumark
Das Amtsgericht Königsberg in der Neumark war ein preußisches Amtsgericht mit Sitz in Königsberg in der Neumark, Provinz Brandenburg.

## Geschichte
Seit 1849 bestanden in Preußen Kreisgerichte. Das Kreisgericht Königsberg Nm. war dem Appellationsgericht Frankfurt a. d. Oder nachgeordnet. Im Rahmen der Reichsjustizgesetze wurden diese Gerichte 1879 aufgehoben. Das königlich preußische Amtsgericht Königsberg in der Neumark wurde mit Wirkung zum 1. Oktober 1879 als eines von 14 Amtsgerichten im Bezirk des Landgerichtes Landsberg a.W. im Bezirk des Kammergerichtes gebildet. Der Sitz des Gerichts war die Stadt Königsberg in der Neumark. Sein Gerichtsbezirk umfasste den Landkreis Königsberg Nm. ohne die Teile, die den Amtsgerichten Bärwalde, Cüstrin, Freienwalde, Neudamm, Wrietzen und Zehden zugeordnet waren. Am Gericht bestanden 1880 zwei Richterstellen. Das Amtsgericht war damit ein mittelgroßes Amtsgericht im Landgerichtsbezirk. Gerichtstage wurden in Schönfließ gehalten.
Im Jahre 1945 wurde der Sprengel des Gerichtes unter polnische Verwaltung gestellt. Das Amtsgericht Königsberg in der Neumark musste entsprechend seine Tätigkeit einstellen.